# Zastava Občine Šentilj
Zastava Občine Šentilj je zelene barve in pravokotne oblike z razmerjem med višino in dolžino 1 : 2,5. V vodoravni izvedbi je njena ruta navpično razdeljena na dva po višini enaka, po dolžini pa neenaka dela, ki ju deli bela proga, katere širina ne sme presegati dveh odstotkov celotne zastavine dolžine.
V sredini prvega kvadratnega dela zastavine rute  se v zelenem polju nahaja atribut občinskega grba v beli in rumeni barvi, ki ne sme biti nižji od 2/3 višini barvnega polja zastave in ne višji od 8/10 iste zastavine višine.